# أليستير جونستون
أليستير جونستون هو لاعب كرة قدم كندي في مركز الوسط، ولد في 8 أكتوبر 1998 في فانكوفر في كندا. شارك مع منتخب كندا لكرة القدم. أما مع النوادي، فقد لعب مع نادي ناشفيل أس سي.

## وصلات خارجية
- أليستير جونستون على موقع الاتحاد الأوربي (الإنجليزية)
- أليستير جونستون على موقع الدوري الأمريكي (الإنجليزية)
- أليستير جونستون على موقع قاعدة بيانات كرة القدم.إي يو (الإنجليزية)
- أليستير جونستون على موقع ناشيونال فوتبول تيمز (الإنجليزية)
- أليستير جونستون على موقع Soccerway.com (الإنجليزية)
- أليستير جونستون على موقع عالم كرة القدم.نت (الإنجليزية)